# 파워볼
파워볼(영어: Powerball)은 미국의 45개 주와 미국령 버진아일랜드, 푸에르토리코, 워싱턴 D.C.에서 발매되는 숫자 선택식 복권 게임이다. 현재는 앨라배마주, 알래스카주, 하와이주, 네바다주, 유타주에서 발매되지 않는다.

## 연혁
파워볼은 1988년에 로토*아메리카라는 이름으로 발매를 시작하였다. 1992년, 현 이름과 현 시스템으로 변경되었다. 1회 추첨은 1992년 4월 22일에 이루어졌다. 2016년 1월 9일 추첨을 통해 북아메리카의 복권 사상 최고액의 13억 달러까지 이월되었다.

## 추첨
추첨은 매주 수요일하고 토요일 오후 11시(ET)에 방영된다. 추첨은 먼저 1에서 69까지의 숫자(하얀 공) 중에서 5개 추첨한다. 그리고 1부터 26의 숫자(빨간색 공) 중에서 1개를 추첨하며, 1등 당첨 확률은 2억9천2백2십만1천,3백3십8판분의 1이다.